# Deadpool 2
Deadpool 2 es una película de superhéroes estadounidense de 2018, basada en el personaje de Marvel Comics Deadpool y distribuida por 20th Century Fox. Es la undécima película de la saga de películas de X-Men, y una secuela directa de Deadpool, película de 2016. La cinta está dirigida por David Leitch y regresan como guionistas Rhet Reese y Paul Wernick, contando con la protagonización principal de Ryan Reynolds, Morena Baccarin, T. J. Miller, Leslie Uggams, Brianna Hildebrand, Stefan Kapičić y Josh Brolin. Zazie Beetz y Jack Kesy interpretan además a dos personajes nuevos.
Esta secuela de Deadpool ya se había anunciado desde la primera película en la escena poscréditos donde Deadpool dice que vendría un nuevo personaje llamado Cable (Josh Brolin). Aunque el equipo creativo de la primera película regresó para la segunda entrega, el director Tim Miller tuvo que dejar el proyecto en octubre de 2016 debido a diferencias creativas con el actor Ryan Reynolds, y pronto fue reemplazado por Leitch. Drew Goddard también había estado compitiendo por dirigir la secuela y se unió a la película para trabajar como consultor del guion a principios de 2017. Hubo una extensa búsqueda de casting para el papel de Cable, y finalmente Josh Brolin fue quien se quedó con el papel. La filmación tuvo lugar en Columbia Británica, Canadá, desde junio y hasta octubre de 2017. Durante el rodaje, la doble profesional Joi "SJ" Harris murió en un accidente de motocicleta.
Deadpool 2 estrenó en cines el 17 de mayo de 2018.
La película recibió reseñas positivas de parte de la crítica especializada así como del público, principalmente por su humor, actuaciones, historia y secuencias de acción, aunque el cinismo de la película generó algunas críticas. También fue un éxito comercial al recaudar más de 785 millones de dólares, contra un presupuesto de 110 millones de dólares.
Una tercera película de Deadpool titulada Deadpool & Wolverine, producida por Marvel Studios y ambientada en el Universo Cinematográfico de Marvel, se estrenó el 26 de julio de 2024, siendo la primera película del Universo Cinematográfico de Marvel en poner una clasificación R, que es exclusivamente para mayores de edad.

## Argumento
Dos años después de haber asesinado a Francis, el hombre que le dio sus habilidades mutantes, Wade Wilson se ha convertido en un mercenario que trabaja alrededor del mundo, matando a varios criminales bajo el apodo de Deadpool. Después de fallar en matar a un traficante de drogas en Nueva York, Wade regresa a su hogar con su novia Vanessa Carlysle, para celebrar su aniversario. Más tarde esa noche, el señor de las drogas ataca su casa y asesina a Vanessa. Wade lo persigue a través de las calles y lo alcanza antes de ser golpeados por un camión que mata al señor de las drogas.
Seis semanas después, Wade decide suicidarse, haciendo explotar su apartamento con varios barriles de gasolina. Wilson tiene una visión de Vanessa en el más allá, quien le dice que su corazón no está en el lugar correcto aún, dejando a Wade confundido. Coloso llega al apartamento ya destruido y lleva a Wade desmembrado a la Mansión de Xavier, en un intento de reclutarlo en los X-Men y ayudarlo con su pena. Wade comenta que nunca ha visto otros X-Men aparte de Coloso y de Negasonic Teenage Warhead, mientras los jóvenes X-Men, Charles Xavier, Scott Summers, Ororo Munroe, Peter Maximoff, Kurt Wagner y Beast lo observan y Hank cierra silenciosamente la puerta de la habitación dónde están escondidos. Wade acepta unirse a los X-Men, y junto a Coloso y Negasonic Teenage Warhead atienden a un llamado para ayudar a un joven mutante llamado Russell "Rusty" Collins. Russell, quien se hace llamar Firefist, tiene poderes de fuego, siendo capaz de calentar sus puños a temperaturas muy altas lo que le permite encender objetos. Después de varios intentos fallidos de calmarlo, Deadpool descubre que el director del orfanato donde Russell vivía ha abusado físicamente de él, y por lo tanto le dispara a uno de los miembros del personal con enojo, causando la total decepción de Coloso, quien confiaba en que Deadpool fuera capaz de manejar con calma la situación. Tanto Wade como Russell son arrestados, y retenidos con collares especiales que suprimen sus habilidades mutantes, incluyendo el factor regenerativo de Deadpool, el cual contrarresta su cáncer terminal.
Wade y Russell son llevados al Icebox, una prisión aislada que contiene docenas de mutantes criminales con collares similares. Durante el encarcelamiento, la prisión es atacada por Cable, un mutante cibernético del futuro que ha viajado de vuelta en el tiempo para asesinar a Russell. Wilson se las arregla para lanzarse a sí mismo fuera de la prisión junto a Cable, mientras Russell se queda adentro. Wade tiene otra visión de Vanessa, quien le ayuda a darse cuenta de que tiene otra oportunidad de salvar al chico y redimirse por no ser capaz de salvarla a ella.
Weasel ayuda a Wade a formar un grupo de mutantes para combatir a Cable y salvar a Russell, a quienes llama X-Force. Los mutantes son: Bedlam, quien tiene la habilidad de distorsionar campos eléctricos, Zeitgeist, quien escupe vómito ácido, Shatterstar, quien no menciona su superpoder en sí, pero menciona que es mejor en todo y que es alienígena, Vanisher, quien es invisible, Dominó, quien dice que su superpoder es tener mucha suerte y aunque no tiene superpoderes, Wade la contrata porque le cayó bien y finalmente, Peter, quien no tiene superpoderes realmente, pero le pareció interesante para disgusto de Dopindery ya que el quería estar en el equipo pero Deadpool no lo dejó ya que no tenía superpoderes. El equipo ataca un convoy de la prisión que transporta a Russell, saltando de un avión y haciendo paracaidismo. Deadpool cae enredado en un letrero, Bedlam cae encima del vidrio de un autobús, muriendo, Shatterstar muere aterrizando sobre la hélice de un helicóptero, Vanisher cae encima de un cable eléctrico y también muere, por su parte, Peter cae bien, pero Zeitgeist cae dentro de un camión triturador de madera y Peter corre a ayudarlo, pero Zeitgeist le escupe vómito ácido causando que ambos mueran, quedando Deadpool y Dominó. Increíblemente el superpoder de Dominó es real y entra al camión fácilmente. Pero Cable también entra y lucha contra Dominó y Deadpool llega justo a tiempo para seguir peleando contra Cable, pero todo empeora cuando Russell libera al mutante Juggernaut, quien destruye el camión y escapa con el chico. Cable decide hacer equipo con Deadpool para impedir que Russell asesine al director de su orfanato, ya que esa decisión llevará al chico por un camino que terminará con la muerte de la familia de Cable en el futuro.
Wade, Cable y Dominó llegan al orfanato para detener a Russell y Juggernaut, quien hace muy difícil la batalla, probando ser muy poderoso para ellos. Coloso llega al lugar y distrae a Juggernaut lo suficiente para que Cable y Deadpool den con Russell. Deadpool y Cable alcanzan a Russell antes de que pueda matar al director y Wilson intenta calmarlo, poniéndose el collar que suprime su poder y ofreciéndose a sí mismo en lugar del director. Cable le dispara a Russell, pero Deadpool salta frente al chico, interponiéndose en la dirección de la bala, y recibiendo el disparo en su corazón. Deadpool muere y Russell pierde sus deseos de venganza, lo que salva a la familia de Cable en el futuro. La muerte le permite a Wilson reunirse con Vanessa, aunque ella le dice que aún no es su momento. Cable viaja de vuelta en el tiempo y discretamente coloca la moneda que previamente había tomado de Deadpool sobre su pecho, deteniendo la bala. El director del orfanato muere atropellado por Dopinder, el taxista amigo de Deadpool, mientras éste hacía comentarios anti-mutantes.
En una escena durante los créditos, Wade hace que Negasonic Teenage Warhead y su novia Yukio reparen el dispositivo de viaje en el tiempo de Cable, utilizándolo para: salvar a Vanessa, Peter y los miembros de la X-Force, asesinar a la versión de Deadpool después de saludar a Wolverine en X-Men Origins: Wolverine para "arreglar la línea temporal" y disparar al actor Ryan Reynolds antes de que pueda leer y aprobar el guion para la película de Green Lantern.

## Elenco

### Principales
- Ryan Reynolds como Wade Wilson / Deadpool.

Un mercenario bromista con un factor de curación acelerada pero con severas desfiguraciones en su cuerpo después de ser sometido a un experimento que forzó su mutación regenerativa. La película hace varias referencias a la pansexualidad de Deadpool después de que la primera película fuera criticada por ignorarla.  Como coguionista de la película, Reynolds improvisó gran parte de su diálogo a lo largo del proceso de producción. Él forma la Fuerza-X, un equipo de mutantes. Además de interpretar al Deadpool actual con su tradicional traje rojo, Reynolds también aparece interpretando la versión de Deadpool llamada el Arma XI que se vio en X-Men Origins: Wolverine. Ambas versiones de Deadpool aparecen en una escena durante los créditos finales.
- Morena Baccarin como Vanessa Carlysle.

Una ex-scort y la prometida de Wilson. El personaje muere al comienzo de la película en un ejemplo de "fridging": el asesinato de un personaje femenino para impulsar el desarrollo de un personaje masculino. Esto también le sucede a la esposa y la hija de Cable como motivación para su historia.  Leitch y los escritores dijeron que desconocían el término "fridging" y que no estaban siendo "conscientemente sexistas". Las versiones anteriores de la película simplemente tenían a Vanessa rompiendo con Wilson, pero los escritores querían aprovechar la oportunidad para "generarle un gran sufrimiento al hacer que su línea de trabajo sea lo que le cueste la vida a Vanessa". También se sintieron más cómodos con las muertes debido al mayor número de personajes femeninos fuertes en la película y porque las muertes se invierten al final de la película con el viaje en el tiempo;  El guionista Rhett Reese declaró: "Tal vez eso sea algo sexista. No lo sé. Y tal vez algunas mujeres tengan problemas con eso. No lo sé. No creo que sea una gran preocupación, pero  ni siquiera se nos ocurrió".  Baccarin dijo que confiaba en que la historia era necesaria para la película y enfatizó el hecho de que Vanessa se salva al final de la película.
- Julian Dennison como Russell "Rusty" Collins / Firefist.

Un joven mutante que posee habilidades de control del fuego y que está siendo perseguido por Cable. Reynolds insistió en elegir a Dennison después de verlo en Hunt for the Wilderpeople (2016), con el personaje "hecho a medida" para él, y sin ningún otro actor considerado para el papel. El personaje es considerado un villano durante gran parte de la película, y el director Leitch pensó que era una "toma interesante de todo el ángulo del villano". Dennison sintió que el papel era particularmente especial porque, siendo "gordito", veía películas de superhéroes y “Nunca veo a nadie como yo. Estoy emocionado de ser eso para otros niños que se parecen a mí”.
- Sala Baker interpreta a la versión adulta de Firefist que se vio en el futuro de Cable.

- Josh Brolin como Cable.

Un soldado cibernético mutante del futuro que viaja en el tiempo hasta el presente, "en muchos sentidos lo opuesto a Deadpool", según Brolin. El director David Leitch llamó a la dinámica entre Cable y Deadpool "una especie de tarifa clásica entre policías amigos", y los comparó con los personajes interpretados por Nick Nolte y Eddie Murphy, respectivamente, en 48 Horas. (mil novecientos ochenta y dos). Leitch agregó que el personaje, tal como está escrito en el guion, era principalmente un "personaje de acción", y confió en Brolin para agregar matices al papel y explorar el dolor interno del personaje para evitar que se convierta en una caricatura. Brolin firmó un contrato de cuatro películas y describió su aparición aquí como solo la introducción del personaje, con "tres películas más para revelar más".
- T. J. Miller como Weasel.

El mejor amigo de Wade y dueño de un bar que es frecuentado por él y otros mercenarios.
- Leslie Uggams como Blind Al.

La anciana ciega y compañera de cuarto de Deadpool.
- Brianna Hildebrand como Negasonic Teenage Warhead.

Una X-Men adolescente con el poder mutante para detonar explosiones atómicas de su cuerpo, ahora está en un "nuevo nivel en los X-Men" después de haber sido una aprendiz en la primera película. Su aparición en esta película marca la primera vez que un personaje abiertamente homosexual ha sido retratado en una película del universo mutante de Fox, mientras que el protagonista principal es pansexual.
- Stefan Kapičić como Coloso.

Un X-Men de gran tamaño con la capacidad mutante de transformar todo su cuerpo en acero orgánico. Kapičić describió a Coloso como uno de los personajes más importantes de la película, lo que requirió un proceso más intenso para Kapičić durante la grabación del personaje. Explicó que Colossus continuaría intentando hacer de Deadpool una mejor persona y un posible X-Men después de hacerlo en la primera película. A diferencia de la primera película, Kapičić también capturó la interpretación del rostro del personaje en la secuela, mientras que Andre Tricoteux volvió a representar al personaje en el plató.
- Brad Pitt como Telford Porter / Vanisher.

Pitt fue considerado para el papel de Cable pero los problemas de programación del rodaje le impidieron tomarlo; filmó su cameo de Vanisher en dos horas durante la posproducción. Vanisher es un mutante con el poder de hacerse invisible que se une al equipo de superhéroes, la X-Force, a diferencia de su contraparte del cómic donde siempre ha sido un ladrón con el poder de la teletransportación.
- Shioli Kutsuna como Yukio.

Una mutante japonesa, miembro de los X-Men, capaz de controlar la electricidad.

### X-Force
- Zazie Beetz como Neena Thurman / Dominó.

Una mercenaria con la capacidad mutante de manipular la suerte, para que las situaciones se resuelvan en su favor. En los cómics es una mutante de piel blanca con una mancha negra en el ojo, pero en la película es una mujer afroamericana con una ligera despigmentación en su ojo.
- Terry Crews como Confusión.

Un mutante capaz de controlar campos electromagnéticos.
- Bill Skarsgard como Axel Cluney / Zeitgeist.

Un mutante que es capaz de vomitar una sustancia ácida que puede traspasar casi cualquier cosa.
- Rob Delaney como Peter.

Un humano normal que solo vio el anuncio y decidió unirse al grupo.
- Lewis Tan como Gaveedra-Seven / Estrella Rota.

Un extraterrestre guerrero creado genéticamente, experto en el uso de la espada.

### Otros
- Jack Kesy como Black Tom Cassidy.

Un interno mutante en el Icebox con quien Wilson tiene una mala relación.
- Eddie Marsan como el director del orfanato.

Además, el actor Karan Soni retoma su papel como Dopinder, taxista y amigo de Deadpool, de la primera película. James McAvoy, Evan Peters, Tye Sheridan, Alexandra Shipp, Nicholas Hoult y Kodi Smit-McPhee repiten sus papeles haciendo una breve aparición como las versiones juveniles de Charles Xavier / Profesor X, Peter Maximoff / Quicksilver, Scott Summers / Cyclops, Ororo Munroe / Storm, Hank McCoy / Beast y Nightcrawler respectivamente, las cuales fueron vistas en las precuelas de X-Men. También, una secuencia de metraje archivado de X-Men Origins: Wolverine donde se ve a Hugh Jackman como Wolverine es usada en una escena que implica un viaje en el tiempo en medio de los créditos finales, con el permiso de Jackman. Esto fue reeditado para la escena e incluyó material de archivo sin editar para esa película. Luke Roessler, quien interpretó a la versión infantil de David Haller en la serie de televisión basada en el personaje de X-Men Legión, aparece como un joven mutante acreditado como "Cereal Kid". Matt Damon y Alan Tudyk aparecen como dos campesinos sureños encontrados por Cable, y Juggernaut aparece como un personaje completamente generado por ordenador, cuya voz la hace el propio Ryan Reynolds. Los guionistas Rhett Reese y Paul Wernick interpretan a un piloto de helicóptero y un camarógrafo de noticias, respectivamente. Una versión de Yukio apareció previamente en la película de 2013 The Wolverine, interpretada por Rila Fukushima.

## Doblaje
| Personaje                                   | Actor original                          | Actor de doblaje     | Actor de doblaje    |
| ------------------------------------------- | --------------------------------------- | -------------------- | ------------------- |
| Wade Wilson / Deadpool                      | Ryan Reynolds                           | José Antonio Macías  | José Posada         |
| Juggernaut                                  | Ryan Reynolds                           | Juan Carlos Tinoco   | Jordi Royo          |
| Ryan Reynolds                               | Ryan Reynolds                           | José Antonio Macías  | José Posada         |
| Nathan Summers / Cable                      | Josh Brolin                             | Raúl Anaya           | José García Tos     |
| Vanessa Carlysle / Copycat                  | Morena Baccarin                         | Mireya Mendoza       | Marta Barbará       |
| Russell "Rusty" Collins / Firefist          | Julian Dennison                         | Emilio Treviño       | Sergio Olmo         |
| Russell "Rusty" Collins / Firefist          | Sala Baker (adulto)                     | Salvador Reyes       | Salvador Moreno     |
| Neena Thurman / Dominó                      | Zazie Beetz                             | Rosalba Sotelo       | Cristina Mauri      |
| Jack Hammer / Weasel                        | T. J. Miller                            | Carlo Vázquez        | Hernán Fernández    |
| Ellie Phimister / Negasonic Teenage Warhead | Brianna Hildebrand                      | Karen Vallejo        | Paula Ribó          |
| Piotr Rasputin / Coloso                     | Andre Tricoteux (Captura de movimiento) | Sebastián Llapur     | Alfonso Vallés      |
| Piotr Rasputin / Coloso                     | Stefan Kapičić (Voz)                    | Sebastián Llapur     | Alfonso Vallés      |
| Al, la ciega                                | Leslie Uggams                           | Olga Hnidey          | María Luisa Solá    |
| Dopinder                                    | Karan Soni                              | David Bueno          | José Javier Serrano |
| Yukio                                       | Shioli Kutsuna                          | Angélica Villa       | Nerea Alfonso       |
| Director del orfanato Essex                 | Eddie Marsan                            | Pedro D'Aguillón Jr. | Gonzalo Abril       |
| Negro Tom Cassidy                           | Jack Kesy                               | Mauricio Pérez       | Rafael Parra        |
| Peter W.                                    | Rob Delaney                             | Gerardo Reyero       | Rafael Calvo        |
| Bedlam                                      | Terry Crews                             | Gerardo Vásquez      |                     |
| Telford Porter / Vanisher                   | Brad Pitt                               | ¿?                   | ¿?                  |
| Logan / Wolverine                           | Hugh Jackman (archivo)                  | Humberto Solórzano   | Gabriel Jiménez     |
| Logan / Wolverine                           | Hugh Jackman (archivo)                  | Sin identificar      | Gabriel Jiménez     |
| Gaveedra-Seven / Estrella Rota              | Lewis Tan                               | Víctor Ugarte        | Ángel de Gracia     |
| Axel Cluney / Zeitgeist                     | Bill Skarsgård                          | Pascual Meza         | David Jenner        |
| Buck                                        | Randal Reeder                           | Santos Alberto       | Salvador Moreno     |
| Niño del cereal                             | Luke Roessler                           | Jared Mendoza        | Humberto Solórzano  |
| Irene Merryweather                          | Sonia Sunger                            | Claudia Contreras    | Ana Vidal           |

Notas:
1. ↑  Versión de cines.
2. ↑  Super Duper $@%!#& Cut y Había una vez un Deadpool.

### Voces adicionales
| Personaje                                     | Actor original | Actor de doblaje   |
| --------------------------------------------- | -------------- | ------------------ |
| Guardia de la prisión                         |                | Alex Montiel       |
| Luke                                          | Matt Damon     | Ricardo Méndez     |
| Amigo de Luke (Super Duper $@%!#& Cut)        | Alan Tudyk     | Alejandro Mantilla |
| Jack Benny                                    |                | Rafael Pacheco     |
| Niña en el zoológico (Super Duper $@%!#& Cut) | Abril Gómez    |                    |

## Producción

### Desarrollo
El productor Simon Kinberg reveló en septiembre de 2015 que habían comenzado las discusiones con respecto a las ideas para una secuela de Deadpool, la cual se iba a estrenar en febrero de 2016. Una idea era que la película presentara al personaje de Cable, el cual se había planeado anteriormente que apareciera en la primera película de Deadpool y en X-Men: días del futuro pasado. La inclusión de Cable en la potencial secuela fue confirmada por el personaje Deadpool rompiendo la cuarta pared en la escena poscréditos de la primera película. También se confirmó que Dominó, un personaje con conexiones con Cable en los cómics, aparecería en la secuela. En el estreno de la primera película, 20th Century Fox le dio luz verde a una secuela, con los escritores Rhett Reese y Paul Wernick volviendo a escribir el guion. Aunque el director Tim Miller y el productor y estrella Ryan Reynolds no fueron confirmados para la secuela en ese momento, Fox "tenía la intención de mantener unido al equipo creativo". La participación de Miller y Reynolds fue confirmada en la convención CinemaCon de 2016 en abril, aunque Miller aún no había firmado para dirigir la continuación. Comenzó a trabajar en el desarrollo del guion con los escritores, mientras que Reynolds había firmado un nuevo contrato que le otorgaba "aprobación de casting y otros controles creativos".
En junio de 2016, Kinberg dijo que se esperaba "pronto" un borrador completo de Wernick y Rheese, y que estaban buscando comenzar a filmar la continuación a principios de 2017. Para agosto, se creía que Kyle Chandler estaba en la carrera por  encarnar al personaje de Cable. Las pruebas de actrices para Dominó también comenzaron en octubre, con una lista de actrices bajo consideración que incluía a Lizzy Caplan, Mary Elizabeth Winstead, Sienna Miller, Sofia Boutella, Stephanie Sigman, Sylvia Hoeks, Mackenzie Davis, Ruby Rose, Eve Hewson y Kelly Rohrbach. Los productores estaban particularmente interesados en elegir a una actriz negra o latina en el papel.
A fines de octubre, Miller dejó la película por "diferencias creativas mutuas" con Reynolds. Según los informes, la brecha entre ambos se basó en varios factores, incluido el control creativo expandido de Reynolds sobre la secuela, el deseo de Miller de un seguimiento más estilizado que la primera película frente al enfoque de Reynolds "en el estilo cómico obsceno y que le valió a la primera película su calificación R" y la intención de Miller de elegir a Kyle Chandler como Cable, a lo que Reynolds se opuso. Fox finalmente respaldó a "su estrella comercial" sobre Miller, quien había hecho su debut como director con la primera película. Miller negó estas razones informadas, mientras que Reynolds dijo: "Todo lo que puedo agregar es que estoy triste de verlo fuera de la película. Tim es brillante y nadie trabajó más duro en Deadpool que él". Una semana después de la partida de Miller, Fox estaba observando a David Leitch, Drew Goddard, Magnus Martens y Rupert Sanders como potenciales reemplazos para el rol de director. Leitch fue finalmente el "mejor candidato" para el papel, y firmó para dirigir un mes más tarde. Reynolds, un fanático de John Wick, cinta dirigida por Leitch, dijo que el director "realmente entiende esas sensibilidades de Deadpool y de dónde tenemos que tomar la franquicia", y añadió que Leitch "puede hacer una película con un presupuesto mínimo ultra ajustado como si hubiera sido filmada por 10 o 15 veces más de lo que costaba".

### Preproducción
El primer borrador completo de Wernick y Reese se esperaba para junio de 2016, y varios borradores del guion se habían completado para enero de 2017. Ellos aseguraron que "se han tomado diferentes giros y vueltas, pero realmente se está terminando"; por lo que la película todavía estaba en camino de comenzar a filmarse ese año. Ambos sintieron la responsabilidad de explorar el equipo X-Force, que en los cómics incluye a Deadpool, Cable y Dominó, con Reese diciendo que el propósito de la secuela "no es configurar X-Force, pero que probablemente establecerá algo parecido a X-Force". Aclaró que aunque la película está "poblada con muchos personajes...aun así es la película de Deadpool". El par confirmó que Stefan Kapičić como Coloso, Brianna Hildebrand como Negasonic Teenage Warhead y Karan Soni como Dopinder regresarían de la primera película para "hacer al menos una aparición", y agregaron que la película no exploraría los detalles de los intrincados orígenes del cómic de Cable. Al mes siguiente, se había notado que hubo pocos anuncios de Fox sobre la película, y que aun no se había establecido una fecha de estreno, lo que se consideraba inusual para las secuelas de películas populares. El estudio aun no estaba contento con el guion, con Reynolds y los escritores "acurrucados... tratando de cruzar la línea de meta y crear algo que todos estén emocionados de hacer", y ahora Goddard se unía al proyecto para trabajar como consultor del guion. La película presenta conexiones contradictorias con las diversas películas de la franquicia, que Leitch reconoció como confusas pero dijo que el tema no había sido realmente discutido durante el desarrollo ya que las películas de Deadpool se consideran su propia "entidad" en cierto modo, y el personaje de Deadpool les permite ser "flexibles con la línea de tiempo, per se".
A principios de marzo de 2017, Michael Shannon había estado en la carrera para retratar a Cable, pero finalmente no pudo debido a un conflicto de programación de rodajes. Se relevó luego que David Harbour había hecho una prueba de pantalla para el papel, y se creía que Pierce Brosnan estaba en negociaciones para interpretar un rol en la película, potencialmente a Cable. Reynolds anunció poco después que Zazie Beetz había sido elegida como Dominó. Más adelante en el mes, Shannon estaba en la carrera para retratar a Cable otra vez, y era considerado el favorito, con Fox mirando también una lista de otros actores que incluían a David Harbour. Brad Pitt también se había considerado para el papel, y expresó interés en asumirlo, pero también tuvo que abandonar la carrera debido a conflictos de rodajes. Leitch pronto abordó el casting potencial de estos actores, diciendo que Shannon "haría un Cable increíble... si eso sucede, yo estaría por el techo"; y sobre Pitt agregó: "Tuvimos una gran reunión con Brad, estaba increíblemente interesado en el asunto. Las cosas no funcionaron en cuanto al horario. Es un fanático, y lo amamos, y creo que también hubiera hecho un Cable increíble". A finales de marzo, Morena Baccarin confirmó su regreso de la primera película como Vanessa, y expresó su interés en explorar la personalidad de Copycat, el alter ego del personaje en los cómics. Josh Brolin surgió como un "contendiente sorpresa" para interpretar a Cable en abril, por delante de Shannon y Harbour, y poco después fue elegido oficialmente para el papel. Brolin también interpreta al personaje de Marvel Comics Thanos en el Universo cinematográfico de Marvel.
En ese mes Leslie Uggams también confirmó que volvería a repetir su papel de Blind Al de la primera película, mientras que Fox le dio a la secuela una fecha de estreno para el 1 de junio de 2018. En mayo de 2017, Fox estaba buscando utilizar una escena poscréditos al final de Deadpool 2 para presentar a otros miembros de X-Force que protagonizarían junto a Reynolds, Brolin y Beetz en una película de X-Force. El casting para los personajes fue Sunspot, Feral y Shatterstar, y dicha cinta se llevaría a cabo, supuestamente, en los próximos meses, aunque Reese negó la precisión de este informe. Más tarde, T. J. Miller confirmó que volvería de la primera película como Weasel, y describió la secuela como "aún más descuidada" que la primera. Señaló que Reynolds y los escritores "realmente le dedicaron el tiempo al guion" para cumplir con sus propias expectativas para la secuela y también con las de los fanáticos. Jack Kesy también se unió al elenco, como Black Tom Cassidy. En junio, Shiori Kutsuna fue elegida para un papel clave en la película, la mutante Yukio, novia de Negasonic Teenage Warhead.

### Filmación
La filmación inicial comenzó el 17 de junio de 2017 en el Castillo Hatley en Victoria, Columbia Británica, Canadá, lugar que se usa para retratar la Mansión X en las películas de X-Men. La fotografía principal comenzó en Vancouver el 26 de junio, bajo el título de trabajo Love Machine. Jonathan Sela fue el director de fotografía de la película. A finales de junio, Reynolds reveló que Julian Dennison había sido elegido para una papel en la película. El mes siguiente, T. J. Miller dijo que encontró la continuación más divertida que la primera película, y que "no va a ser la misma película en un lugar diferente (como The Hangover Part II), sino que tiene diferentes apuestas, cosas diferentes suceden al final, una mierda muy trágica y oscura ocurre en la primera parte de la película, y el resto de la película lidia con eso". Para entonces, Kapičić había estado trabajando con Leitch en el set, y esperaba continuar contribuyendo con Coloso hasta abril de 2018.
El 14 de agosto, la mujer especialista Joi "SJ" Harris murió en un accidente de motocicleta después de perder el control y estrellarse contra la Shaw Tower. Harris, la primera piloto afroamericana profesional de carretera, estaba trabajando en la película como acróbata por primera vez y solo se había unido a la producción una semana antes. Harris no llevaba casco porque el personaje que estaba retratando, Dominó, no usaba uno en la escena, y no había tiempo desde que se unió a la película para crear uno que se ajuste debajo de la peluca de Dominó. Tuvo dos días completos de ensayo para el truco, así como cinco intentos más el día del accidente. La doble actriz veterana Melissa Stubbs había estado disponible y dispuesta a hacer el truco, pero se prefirió a la inexperta Harris debido a que el color de su piel era compatible con Beetz. Esta decisión fue criticada por múltiples especialistas en acrobacias, y muchos señalaron que las experiencias de Harris en las carreras de motocicletas no la calificaban necesariamente como una acróbata capaz. La producción de la película se cerró inmediatamente después del incidente, pero se reanudó dos días después. Con esta noticia también llegaron informes de que el equipo de la película "aguantaba largas horas" y estaba "agotado por el horario", con un miembro del estudio confirmando que algunos días habían ido más allá de la grabación programada de 12 a 13 horas, llegando hasta 15 horas e incluso más.
A fines de agosto de 2017, Eddie Marsan reveló que estaba en el set para un papel en la película. Se esperaba que la filmación en Vancouver durara hasta el 6 de octubre, aunque se completó oficialmente el 14 de octubre.

### Posproducción
Fox reveló en noviembre que la película técnicamente no tenía título en ese momento y oficialmente no se conocía como Deadpool 2 como se había supuesto, sino que el estudio se refería temporalmente a la película como Secuela de Deadpool sin título (Untitled Deadpool Sequel). Acusaciones de mala conducta sexual contra T. J. Miller surgieron un mes después, y en enero de 2018 algunos comentaristas habían pedido que Miller fuera reemplazado en la película de una manera similar a como Kevin Spacey fue reemplazado por Christopher Plummer a través de regrabaciones en la película Todo el dinero del mundo, de 2017. La productora Lauren Shuler Donner se refirió a esa posibilidad, diciendo: "Estamos en la edición final. No lo creo". Miller fue arrestado más tarde por invocar una falsa amenaza de bomba; Reynolds no haría ningún comentario sobre ningún tema, pero declaró que Miller no aparecería en la película sobre X-Force. En enero de 2018, la fecha de estreno de la película se movió hasta el 18 de mayo de 2018. Un mes después, se reveló que Terry Crews tenía un rol en la película. Y se confirmó que aparecería el personaje Shatterstar.

## Música
El compositor de Deadpool Junkie XL decidió no regresar para la secuela debido a la partida de Miller. En octubre de 2017, Tyler Bates fue contratado para escribir la banda sonora de la película.
El 3 de mayo de 2018, Céline Dion estrenó la canción «Ashes», compuesto para la película.
El disco de la banda sonora de Deadpool 2 salió a la venta el 11 de mayo de 2018 e incluye los siguientes temas:

| N.º | Título                              | Duración |  |
| 1.  | «X-Men Arrive»                      | 0:58     |  |
| 2.  | «Fighting Dirty»                    | 2:03     |  |
| 3.  | «Hello Super Powers»                | 0:57     |  |
| 4.  | «Escape»                            | 2:13     |  |
| 5.  | «Vanessa»                           | 1:55     |  |
| 6.  | «Weasel Interrogation»              | 1:11     |  |
| 7.  | «Holy S*** Balls»                   | 1:32     |  |
| 8.  | «Mutant Convoy»                     | 3:59     |  |
| 9.  | «The Name is Cable»                 | 1:23     |  |
| 10. | «Sorry for Your Loss»               | 1:01     |  |
| 11. | «You Can’t Stop this Mother F*****» | 1:10     |  |
| 12. | «Ice Box»                           | 1:19     |  |
| 13. | «Docking»                           | 1:16     |  |
| 14. | «Make the Whole World our B****»    | 3:15     |  |
| 15. | «Pity D***»                         | 0:58     |  |
| 16. | «Knock Knock»                       | 0:51     |  |
| 17. | «Let Me In»                         | 1:43     |  |
| 18. | «Maximum Effort»                    | 1:38     |  |
| 19. | «The Orphanage»                     | 2:57     |  |
| 20. | «Cable Flashback»                   | 1:23     |  |
| 21. | «Genuine High Grade Lead»           | 1:53     |  |
| 22. | «Courage Mother F*****»             | 1:27     |  |

## Estreno
En un principio Deadpool 2 sería estrenada el 1 de junio de 2018, pero su estreno se adelantó al 18 de mayo de 2018. Incluso a finales de abril, tres semanas antes de su estreno, la película ya estaba batiendo marcas. El filme consiguió el mayor número de preventas de entradas para una película clasificada para adultos.

### Marketing
Para la presentación de Fox en CineEurope 2017 en junio, Reynolds hizo un vídeo donde se presentaba en el vestuario como Deadpool desde el set de la película. El primer póster, que rinde homenaje a la pintura de Norman Rockwell de 1943, «Freedom from Want», fue lanzado ese noviembre. Justin Carter de Comic Book Resources encontró "extrañamente apropiado para Deadpool 2 cooptar este trabajo emblemático para una audiencia moderna de la cultura pop" ya que es "fiel a la naturaleza increíblemente referencial de Deadpool". Eric Díaz de Nerdist dijo: "Tiene exactamente el tono irreverente que esperarías para la secuela de Deadpool". Las primeras imágenes de la película se estrenaron la semana siguiente, al final de un video donde Reynolds (en el personaje de Deadpool) parodia a Bob Ross y su programa de televisión The Joy of Painting. El video fue descrito por Ryan Parker de The Hollywood Reporter como "completamente fuera del campo izquierdo" y estableciendo el tono perfecto para la película, aunque su colega Graeme McMillan fue menos positivo debido a no conocer a Ross (el cocreador de Deadpool Fabian Nicieza pensó que el hecho de que muchos en la audiencia no supieran de Ross hizo que el video "sea exactamente el tipo de elección de cultura pop peculiar que funciona perfectamente para Deadpool"). Parker añadió: "Este tráiler solo mostró unos segundos de la película, pero los fanáticos lo hablarán todo el día, porque fue presentado de una manera tan divertida... no se puede recordar cualquier otro tráiler que haya mostrado muy poco de su producto".
En lugar de pagar un spot publicitario costoso durante el Super Bowl LII, la cuenta oficial de Twitter de la película se usó para "publicar en Twitter" el evento con comentarios como si el personaje de Deadpool lo estuviera viendo. Un nuevo tráiler de la película fue lanzado más tarde esa semana, centrándose en la presentación del personaje de Cable. Parker sintió que "Reynolds y compañía han cambiado por completo el juego del tráiler. La fórmula de mostrar solo parte de la película real, pero con una pequeña historia arrojada es una idea de marketing muy increíble". McMillan y su colega Aaron Couch elogiaron los efectos visuales del tráiler, notando que el brazo de Cable no estaba terminado, y lo mencionaron como una broma donde lo compararon con los efectos visuales para eliminar el bigote de Henry Cavill en La Liga de la Justicia. El grupo elogió colectivamente el marketing general de la franquicia, y McMillan sugirió que la campaña para la secuela podría superar a la de la primera película.

### Once Upon a Deadpool
En septiembre de 2018, Fox anunció que reestrenarían la película el 21 de diciembre del mismo año, en una versión "censurada" para el público PG-13. Reynolds insinuó que la versión de la película presentaría a Deadpool contándole la historia de la película a Fred Savage, parodiando la película La princesa prometida en la que Peter Falk contaba a un joven Savage un cuento antes de dormir, donde evitaba "las partes inapropiadas que eran demasiada adultas para el joven". Los guionistas Rhett Reese y Paul Wernick revelaron en octubre que la idea de la nueva versión de la película fue planteada por Reynolds durante una discusión general sobre el personaje después del estreno inicial de la película, y que Reynolds también sugirió el dispositivo de encuadre para la historia. Reese y Wernick escribieron nuevas escenas para la nueva versión, y Leitch volvió a dirigirlas durante un solo día en agosto. Wernick dijo que la versión no sería solo para niños que no pudieron ver el estreno de clasificación R, ya que es "suficientemente subversivo, divertido y creativo y algo que solo Deadpool podría hacer. Así que creo que será una verdadera alegría no hacerlo, solo una audiencia completamente nueva, pero también una audiencia que ha visto y amado las películas de Deadpool". Agregaron que la historia de la película no cambiaría "apreciablemente" entre versiones. La mayoría de la versión es la misma que la versión teatral, pero editada para "cumplir con los umbrales de violencia y lenguaje PG-13".
Fox anunció oficialmente Once Upon a Deadpool en noviembre, lanzando el tráiler con partes de las nuevas escenas protagonizadas por Reynolds y Savage, a la vez que cambió el calendario de estreno para que se estrene durante el periodo del 12 al 24 de diciembre. El estudio consideró que el estreno era una posibilidad de "Película de Navidad", y también tenía el potencial de ser lanzado en China a diferencia de la versión R de la película. Después de pasar todo el proceso de desarrollo de Deadpool y Deadpool 2, insistiendo a Fox en que las películas debían tener una calificación R, Reynolds solo aceptó respaldar una versión PG-13 de la Película, si una parte de las ganancias del estreno se destinaba a la caridad; Fox acordó donar 1 dólar por cada boleto comprado para la película, a la campaña benéfica Fuck Cancer, que pasaría a llamarse temporalmente "Fudge Cancer" para la asociación de recaudación de Fondos.

## Recepción
Deadpool 2 ha recibido reseñas generalmente positivas de parte de la crítica, así como de la audiencia y los seguidores. En Rotten Tomatoes, la película posee una aprobación de 83%, basada en 358 reseñas, con una calificación de 7.1/10, mientras que de parte de la audiencia tiene una aprobación de 85%, basada en 29 493 votos, con una calificación de 4.1/5
Metacritic le ha dado a la película una puntuación de 66 de 100, basada en 51 críticas, indicando "reseñas generalmente favorables". Las audiencias encuestadas por CinemaScore le han dado a la película una "A" en una escala de A+ a F, mientras que en el sitio IMDb los usuarios le han dado una calificación de 7.8/10, sobre la base de 338 013 votos. En la página FilmAffinity tiene una calificación de 6.9/10, basada en 20 422 votos.

## Secuela
En noviembre de 2016, con el desarrollo en curso en Deadpool 2, Fox también estaba planeando Deadpool 3, de la cual se dice que incluirá al equipo X-Force. Con la confirmación de que Leitch dirigiría Deadpool 2, se reveló que Fox estaba buscando un cineasta independiente para dirigir Deadpool 3. En marzo de 2017, Reese aclaró que aunque Deadpool 2 configura el equipo de X-Force, una futura película centrada en el equipo sería independiente de Deadpool 3, agregando: "Así que creo que podremos tomar dos caminos. X-Force es donde estamos lanzando algo más grande, pero luego Deadpool 3 es donde nos estamos contrayendo y manteniéndonos personales y pequeños". Después de que se anunciara la adquisición propuesta de 21st Century Fox por Disney en diciembre de 2017, el CEO de Disney, Bob Iger, dijo que Deadpool se integraría con el Universo Cinematográfico de Marvel dentro de Disney, y que la compañía estaría dispuesta a hacer futuras películas de Deadpool con calificación R "siempre y cuando dejemos que la audiencia sepa lo que viene".
Sin embargo, en conferencia de prensa en la Ciudad de México, Reynolds reveló que no había planes para una tercera película de Deadpool y que X-Force sería una producción completamente diferente, pero que para él hacer una tercera entrega del personaje requeriría quitarle a éste demasiado. A pesar de que mencionó que no había planes para un tercera entrega, el actor Ryan Reynolds confirmó que está desarrollándolo. Después de la adquisición  de 21st Century Fox por Disney, Kevin Feige confirmó que hay planes para introducirlo en la MCU. En octubre de 2019, se confirmó que hay planes para la tercera parte de Deadpool que se situara en el UCM y podría ser interpretado por Ryan Reynolds.
En diciembre, Reynolds confirmó que una tercera película de Deadpool estaba en desarrollo en Marvel Studio.s En noviembre de 2020, Marvel trajo a Wendy Molyneux y Lizzie Molyneux-Logelin, conocidas por su trabajo en Bob's Burgers, para ayudar a escribir un borrador para la tercera película. En enero de 2021, Marvel Studios reiteró que la secuela tendrá una clasificación R como sus predecesoras y estará ambientada en el UCM. Es probable que la filmación comience a fines de 2022. En marzo de 2022, Shawn Levy, quien había trabajado previamente con Reynolds en Free Guy y The Adam Project, fue revelado como el director de la película, con Reese y Wernick regresando para escribir el guion. Levy expresó su esperanza de incluir al actor de Wolverine, Hugh Jackman en la película de alguna manera, y se espera que Leslie Uggams regrese a la película como Blind Al. El 27 de septiembre de 2022, en un tuit, Reynolds confirmó que Jackman regresará como Wolverine en la próxima película y reveló la fecha de lanzamiento de la secuela; el 25 de julio de 2024.